# Isajewskij (obwód kurski)
Isajewskij (ros. Исаевский) – osiedle typu wiejskiego w zachodniej Rosji, w sielsowiecie niżniegridinskim rejonu bolszesołdatskiego w obwodzie kurskim.

## Geografia
Miejscowość położona jest nad rzeką Niemcza, 3 km od centrum administracyjnego sielsowietu niżniegridinskiego (Niżnieje Gridino), 19 km od centrum administracyjnego rejonu (Bolszoje Sołdatskoje), 46,5 km od Kurska.

## Demografia
W 2010 r. miejscowość zamieszkiwało 31 osób.